# Ruzena Bajcsy
Ruzena Bajcsy (née en 1933 en Tchécoslovaquie) est une informaticienne américaine spécialisée en robotique. Elle est professeur de génie électrique et informatique à l'Université de Californie à Berkeley, où elle est aussi directrice émérite du CITRIS (Center for Information Technology Research in the Interest of Society, « Centre de recherche en technologies de l'information dans l'intérêt de la société »).
Elle a auparavant été professeur et titulaire d'une chaire en sciences et ingénierie informatiques à l'Université de Pennsylvanie, où elle a été directrice et fondatrice du General Robotics and Active Sensory Perception Laboratory (laboratoire de robotique générale et de perception sensorielle active) et membre du Neurosciences Institute in the School of Medicine (institut de neurosciences auprès de l'école de médecine). Ruzena Bajcsy a également été à la tête du Computer and Information Science and Engineering Directorate (directoire de sciences et ingénierie en informatique et information) de la National Science Foundation, poste auquel elle gérait un budget de recherche de plus de 500 millions de dollars. À l'Université de Pennsylvanie, elle a dirigé au moins 26 doctorants reçus.